# Jubla min tunga
Jubla min tunga är en psalmtext med tre verser, som sjungs till samma melodi som Vårvindar friska.

## Publicerad i
- Det glada budskapet 1890 som nummer 129 med titeln "Jubelsång".
- Sions Sånger 1951 som nummer 114.
- Sions Sånger 1981 som nummer 184 under rubriken "Tack och lov".